# مارك كنودسون
مارك كنودسون (بالإنجليزية: Mark Knudson)‏ هو لاعب كرة قاعدة أمريكي، ولد في 28 أكتوبر 1960 في دنفر في الولايات المتحدة.

## وصلات خارجية
- مارك كنودسون على موقعبيزبول رفرنس.كوم (الدوري الرئيسي) (الإنجليزية)
- مارك كنودسون على موقعبيزبول رفرنس.كوم (الدوري الثانوي) (الإنجليزية)